# Anthony Lozano
Anthony Lozano (Yoro, 1993. április 25. –) hondurasi válogatott labdarúgó, a Santos Laguna csatárja.

## Pályafutása

### Klubcsapatokban
Lozano a hondurasi Yoro városában született.
2009-ben mutatkozott be az Olimpia felnőtt keretében. 2011-ben a spanyol Valencia B szerződtette. A 2011–12-es szezonban az Alcoyanónál szerepelt kölcsönben. 2013-ban visszatért az Olimpiához. 2015 és 2017 között a spanyol másodosztályban szereplő Tenerife csapatát erősítette kölcsönben. 2017-ben a Barcelona B-hez, majd 2018-ban az első osztályban érdekelt Gironához igazolt. A 2019–20-as idényben a Cádiznál játszott szintén kölcsönben. 2020. augusztus 4-én hároméves szerződést kötött a Cádiz együttesével. Először a 2020. szeptember 12-ei, Osasuna ellen 2–0-ra elvesztett mérkőzés 78. percében, Álvaro Negredo cseréjeként lépett pályára. Első gólját 2020. október 17-én, a Real Madrid ellen idegenben 1–0-ás győzelemmel zárult találkozón szerezte meg.

2024. július 12-én a mexikói Santos Laguna csapatába igazolt.

### A válogatottban
Lozano az U17-es, az U20-as és az U23-as korosztályú válogatottakban is képviselte Hondurast.
2011-ben debütált a hondurasi válogatottban. Először a 2011. augusztus 11-ei, Venezuela ellen 2–0-ra megnyert mérkőzés 71. percében, Carlo Costlyt lépett pályára. Első válogatott gólját 2014. szeptember 13-án, Nicaragua ellen 1–0-ás győzelemmel zárult Copa Centroamericana mérkőzésen szerezte meg.

## Statisztikák
2023. május 3. szerint
| Klub        | Szezon   | Osztály          | Bajnokság | Bajnokság | Kupa  | Kupa | Nemzetközi | Nemzetközi | Összesen | Összesen |
| Klub        | Szezon   | Osztály          | Meccs     | Gól       | Meccs | Gól  | Meccs      | Gól        | Meccs    | Gól      |
| ----------- | -------- | ---------------- | --------- | --------- | ----- | ---- | ---------- | ---------- | -------- | -------- |
| Tenerife    | 2015–16  | Segunda División | 32        | 10        | 0     | 0    | —          | —          | 32       | 10       |
| Tenerife    | 2016–17  | Segunda División | 34        | 10        | 1     | 0    | —          | —          | 35       | 10       |
| Tenerife    | Összesen | Összesen         | 66        | 20        | 1     | 0    | 0          | 0          | 67       | 20       |
| Barcelona B | 2017–18  | Segunda División | 20        | 4         | 0     | 0    | —          | —          | 20       | 4        |
| Girona      | 2017–18  | La Liga          | 14        | 1         | 0     | 0    | —          | —          | 14       | 1        |
| Girona      | 2018–19  | La Liga          | 20        | 0         | 6     | 2    | —          | —          | 26       | 2        |
| Girona      | 2019–20  | Segunda División | 1         | 0         | 0     | 0    | —          | —          | 1        | 0        |
| Girona      | Összesen | Összesen         | 35        | 1         | 6     | 2    | 0          | 0          | 41       | 3        |
| Cádiz       | 2019–20  | Segunda División | 33        | 10        | 1     | 0    | —          | —          | 34       | 10       |
| Cádiz       | 2020–21  | La Liga          | 29        | 3         | 2     | 0    | —          | —          | 31       | 3        |
| Cádiz       | 2021–22  | La Liga          | 31        | 7         | 0     | 0    | —          | —          | 31       | 7        |
| Cádiz       | 2022–23  | La Liga          | 24        | 1         | 0     | 0    | —          | —          | 24       | 1        |
| Cádiz       | Összesen | Összesen         | 117       | 21        | 3     | 0    | 0          | 0          | 120      | 21       |
| Összesen    | Összesen | Összesen         | 238       | 46        | 10    | 2    | 0          | 0          | 248      | 48       |

### A válogatottban
| Válogatott | Év       | Pályára lépés | Gól |
| ---------- | -------- | ------------- | --- |
| Honduras   | 2011     | 1             | 0   |
| Honduras   | 2012     | 3             | 0   |
| Honduras   | 2014     | 4             | 1   |
| Honduras   | 2015     | 10            | 4   |
| Honduras   | 2016     | 4             | 1   |
| Honduras   | 2017     | 5             | 1   |
| Honduras   | 2018     | 3             | 1   |
| Honduras   | 2019     | 3             | 1   |
| Honduras   | 2021     | 5             | 0   |
| Honduras   | 2022     | 2             | 0   |
| Honduras   | 2023     | 2             | 0   |
| Összesen   | Összesen | 42            | 9   |

#### Góljai a válogatottban
| # | Időpont              | Helyszín                                                                  | Ellenfél       | Gólok | Eredmény | Kiírás                               |
| - | -------------------- | ------------------------------------------------------------------------- | -------------- | ----- | -------- | ------------------------------------ |
| 1 | 2014. szeptember 13. | Memorial Coliseum, Los Angeles, Amerikai Egyesült Államok                 | Nicaragua      | 1–0   | 1–0      | 2014-es Copa Centroamericana         |
| 2 | 2015. február 4.     | Estadio Olímpico Metropolitano, San Pedro Sula, Honduras                  | Venezuela      | 1–3   | 2–3      | Barátságos mérkőzés                  |
| 3 | 2015. február 11.    | Estadio Agustín Tovar, Barinas, Venezuela                                 | Venezuela      | 1–0   | 1–2      | Barátságos mérkőzés                  |
| 4 | 2015. március 29.    | Estadio Olímpico Metropolitano, San Pedro Sula, Honduras                  | Francia Guyana | 3–0   | 3–0      | 2015-ös CONCACAF-aranykupa-selejtező |
| 5 | 2015. május 31.      | Robert F. Kennedy Memorial Stadion, Washington, Amerikai Egyesült Államok | Salvador       | 2–0   | 2–0      | Barátságos mérkőzés                  |
| 6 | 2016. március 25.    | Estadio Cuscatlán, San Salvador, Salvador                                 | Salvador       | 2–1   | 2–2      | 2018-as VB-selejtező                 |
| 7 | 2017. március 28.    | Estadio General Francisco Morazán, San Pedro Sula, Honduras               | Costa Rica     | 1–0   | 1–1      | 2018-as VB-selejtező                 |
| 8 | 2018. november 16.   | Estadio Nacional Chelato Uclés, Tegucigalpa, Honduras                     | Panama         | 1–0   | 1–0      | Barátságos mérkőzés                  |
| 9 | 2019. június 17.     | Independence Park, Kingston, Jamaica                                      | Jamaica        | 1–2   | 2–3      | 2019-es CONCACAF-aranykupa           |

## Sikerei, díjai
Cádiz
- Segunda División
  - Feljutó (1): 2019–20